# مثوئن (ماساچوست)
مثوئن(به انگلیسی: Methuen) شهری در شهرستان اسکس ایالت ماساچوست می‌باشد که در سال ۱۷۲۵ بنیان‌گذاری شده‌است. این شهر در سرشماری سال ۲۰۱۰ میلادی، ۴۷٬۲۵۵ نفر جمعیت داشته‌است.